# Landgericht Meiningen

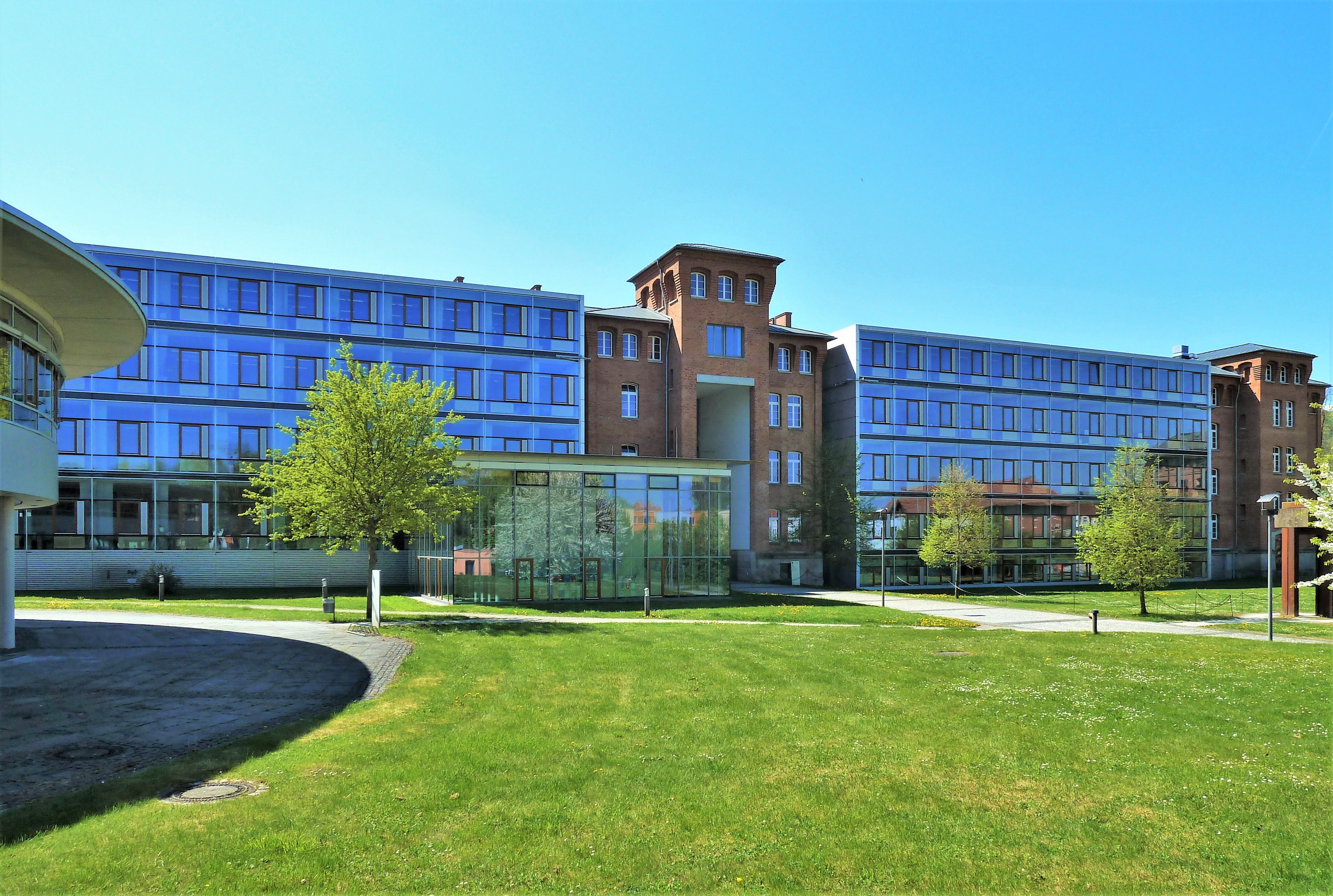
Landgerichtsgebäude im Justizzentrum Meiningen (2016)

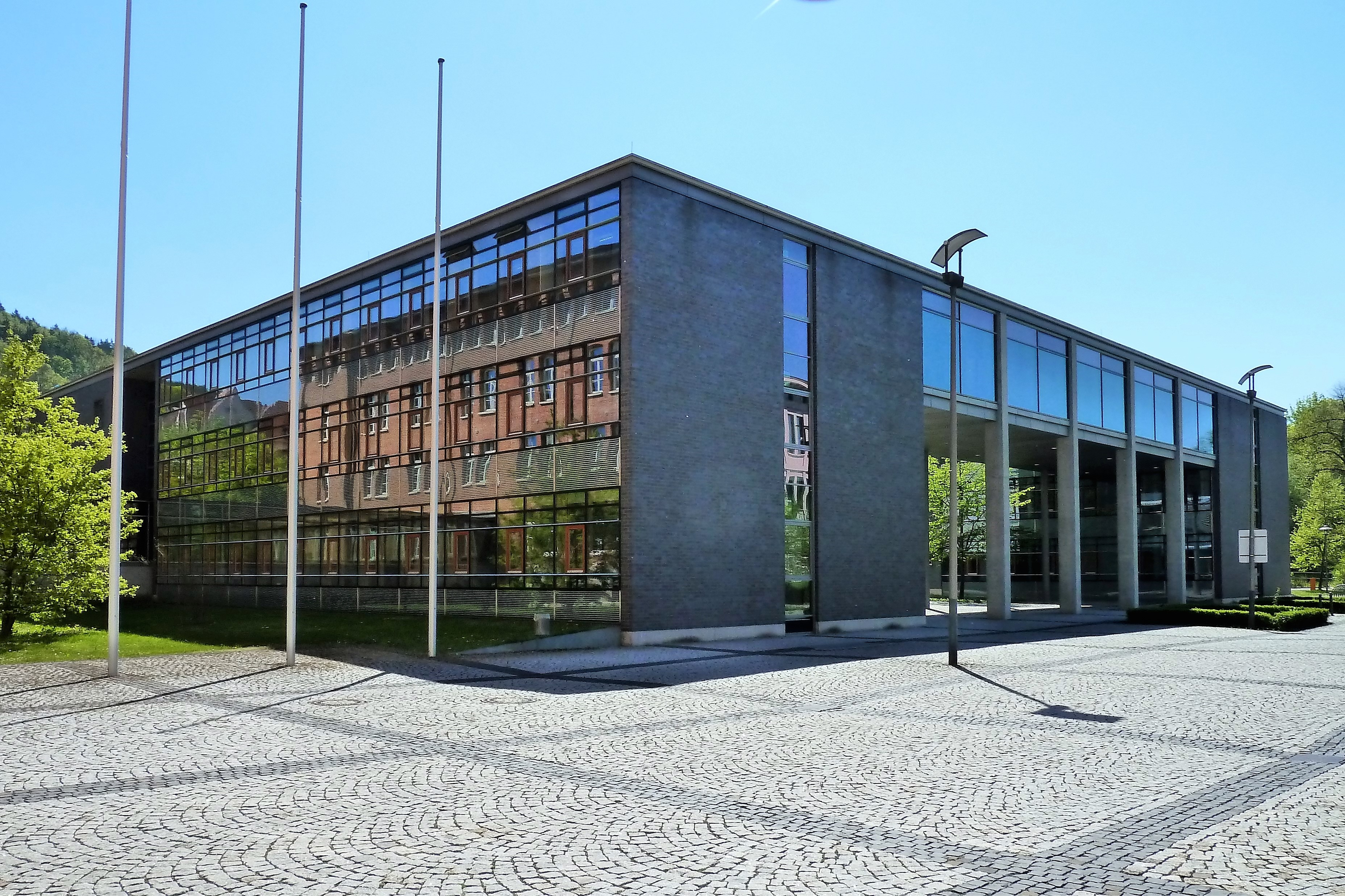
Sitzungsgebäude mit Schwurgerichtssaal (2016)

Das Landgericht Meiningen ist ein Gericht der ordentlichen Gerichtsbarkeit und eines von vier Landgerichten im Freistaat Thüringen. Dem Landgericht ist die Staatsanwaltschaft Meiningen angegliedert.

## Gerichtssitz und -bezirk
Sitz des Gerichtes ist die Kreisstadt Meiningen. Der Gerichtsbezirk umfasst Südthüringen und Südwestthüringen mit den Landkreisen Schmalkalden-Meiningen, Hildburghausen, Sonneberg, Wartburgkreis und der kreisfreien Stadt Suhl mit insgesamt 450.000 Einwohnern (2015).

## Gebäude
Das Landgericht Meiningen befindet sich seit 2000 im neuerbauten Justizzentrum Meiningen, das auf dem Gelände der ehemaligen Hauptkaserne am Ende der Lindenallee nördlich der Altstadt entstand, und zwar im denkmalgeschützten Hauptgebäude der ehemaligen 1867 erbauten Kaserne.

## Kammern, Personal, Aufgaben
Das Landgericht Meiningen hat vier Zivilkammern, eine Handelskammer, sechs Strafkammern (darunter die 1. und 2.. Strafkammer für Schwurgerichtsverfahren), eine Baulandkammer und ein Richterdienstgericht. Hinzu kommt das Thüringer Projekt Güterichter mit drei Richterinnen und Richtern. Am Landgericht sind 25 Richter und 90 weitere Mitarbeiter beschäftigt (Stand: 2007). Präsident des Landgerichtes ist Martin Aulinger.
Die Verwaltungsaufgaben des Gerichtes umfassen die Legalisation und Apostillen, die Dienstaufsicht über die Richter und Notare im Landgerichtsbezirk Meiningen sowie die Organisation der Arbeitsgemeinschaften der Referendare und Rechtspraktikanten.

## Über- und nachgeordnete Gerichte
Dem Landgericht Meiningen ist das Oberlandesgericht Jena übergeordnet. Nachgeordnet sind die Amtsgerichte Meiningen, Suhl, Eisenach, Hildburghausen, Sonneberg und Bad Salzungen.

## Staatsanwaltschaft
Die beim Landgericht Meiningen eingerichtete Staatsanwaltschaft Meiningen ist für die erstinstanzliche Strafverfolgung im gesamten Landgerichtsbezirk zuständig. Die Meininger Staatsanwaltschaft hat eine für ganz Thüringen zuständige Schwerpunktabteilung zur Bekämpfung von Abrechnungsmanipulationen bei Leistungserbringern im Gesundheitswesen. Leitender Oberstaatsanwalt ist Dieter Lohmann.

## Geschichte

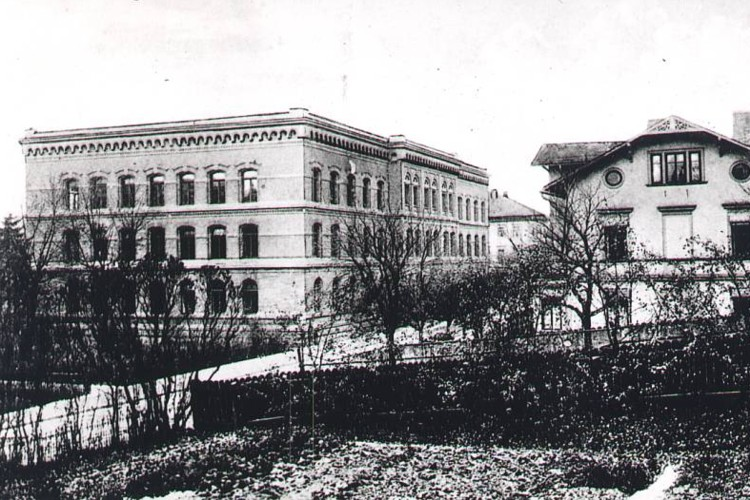
Landgerichtsgebäude von 1878, es wurde 1945 zerstört.

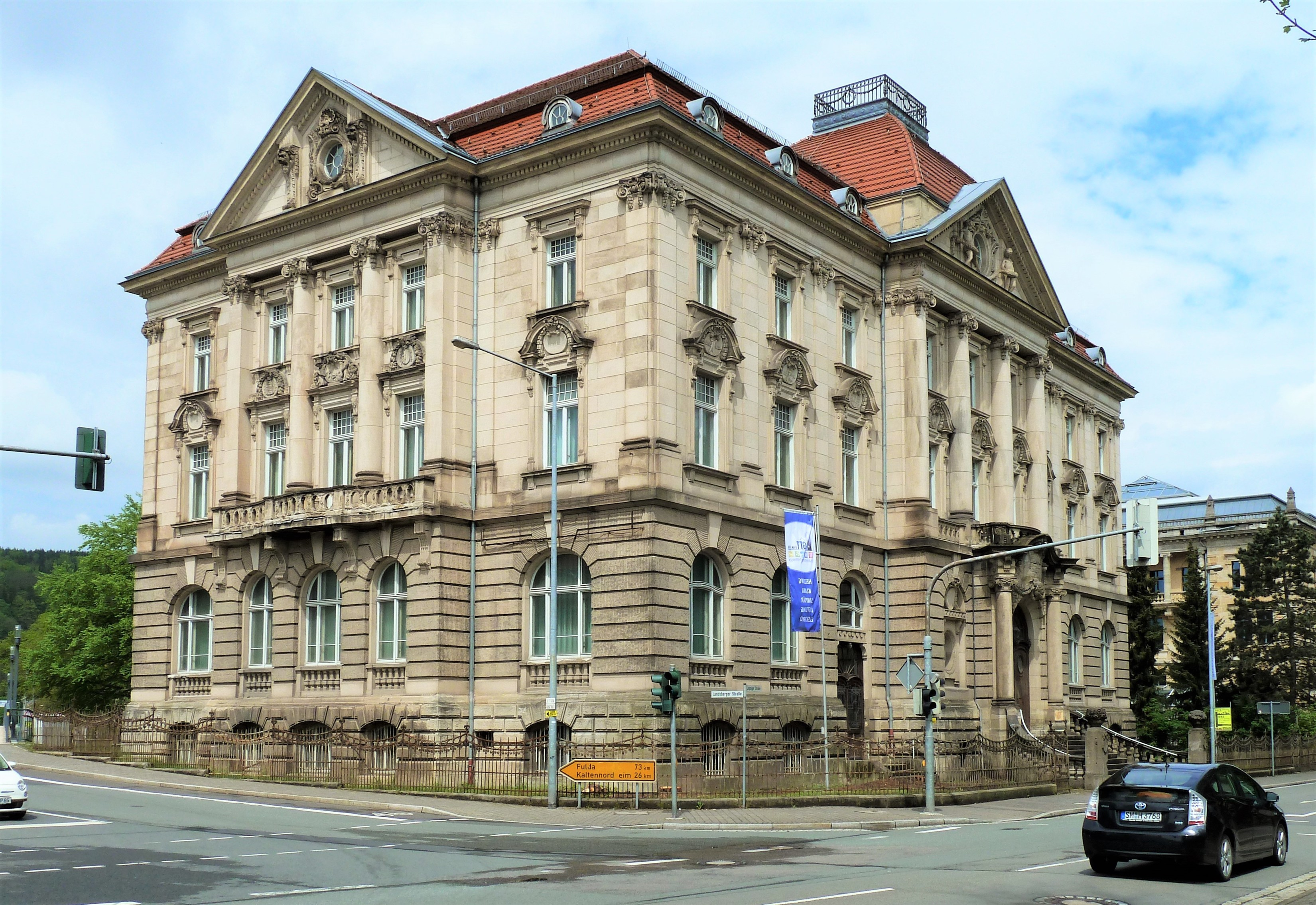
Das Gerichtsgebäude bis 2001

Bereits 1153 bekam die Stadt Meiningen die Gerichtsbarkeit verliehen und ist seitdem Gerichtsstandort. Mit dem Staatsvertrag vom 17. Oktober 1878 zwischen dem Königreich Preußen, dem Herzogtum Sachsen-Meiningen und dem Herzogtum Sachsen-Coburg und Gotha wurde für die meiningschen Kreise Hildburghausen, Meiningen und Sonneberg, die preußischen Kreise Schleusingen und Schmalkalden und den Coburger Teil des Herzogtums Sachsen-Coburg und Gotha ein gemeinschaftliches Landgericht in Meiningen eingerichtet. Dazu bezog das Landgericht Meiningen Ende 1878 in der Bismarckstraße 14 (heute Neu-Ulmer-Straße) ein von Otto Hoppe neuerbautes klassizistisches Gebäude. Per Verordnung vom 28. April 1879 ergab sich für den Landgerichtsbezirk folgende Gerichtsorganisation:
| Staat                              | Amtsgerichte |
| ---------------------------------- | --- |
| Herzogtum Sachsen-Meiningen        | Amtsgerichte der meiningischen Kreise Hildburghausen, Meiningen und Sonneberg Amtsgericht Eisfeld\| Amtsgericht Heldburg \| Amtsgericht Hildburghausen \| Amtsgericht Kranichfeld \| Amtsgericht Meiningen \| Amtsgericht Römhild \| Amtsgericht Salzungen \| Amtsgericht Schalkau \| Amtsgericht Sonneberg \| Amtsgericht Steinach \|Amtsgericht Themar \| Amtsgericht Wasungen |
| Herzogtum Sachsen-Coburg und Gotha | coburgische Amtsgerichte Amtsgericht Coburg \| Amtsgericht Königsberg \| Amtsgericht Neustadt bei Coburg \| Amtsgericht Rodach \| Amtsgericht Sonnefeld |
| Königreich Preußen                 | Amtsgerichte der preußischen Kreise Schleusingen und Schmalkalden Amtsgericht Brotterode\| Amtsgericht Schleusingen \| Amtsgericht Schmalkalden \| Amtsgericht Steinbach-Hallenberg \| Amtsgericht Suhl |

Am 27. November 1903 wurde der Vertrag zum gemeinschaftlichen Landgericht um weitere 25 Jahre verlängert.
Mit der Vereinigung des Freistaates Coburg mit dem Freistaat Bayern, die durch das Reichsgesetz vom 30. April 1920 mit Wirkung vom 1. Juli 1920 vollzogen wurde, schieden in der Folge auch die Coburger Amtsgerichte aus der Landgerichtsgemeinschaft Meiningen aus. Dieses Ausscheiden wurde in einem Staatsvertrag zwischen Preußen, Thüringen und Bayern mit Wirkung vom 1. April 1921 rechtskräftig.
Am 1. Oktober 1923 wurde das Amtsgericht Zella-Mehlis vom Landgericht Gotha zum Landgericht Meiningen überwiesen. Damit bestanden am Landgericht Meiningen die Amtsgerichte Brotterode, Eisfeld, Heldburg, Hildburghausen, Meiningen, Römhild, Bad Salzungen, Schalkau, Schleusingen, Schmalkalden, Sonneberg, Steinach (Thür.), Steinbach-Hallenberg, Suhl, Themar, Wasungen, Zella-Mehlis.
Bei einem schweren Luftangriff am 23. Februar 1945 wurde das Haus, in dem sich auch das Amtsgericht Meiningen befand, total zerstört. Dem fielen fast alle Gerichtsakten zum Opfer. Das Gericht zog später in das ehemalige Gebäude der Bank für Thüringen, das bis 1946 von der Deutschen Bank genutzt wurde. Während der DDR-Zeit trug es von 1952 bis 1993 den Namen Bezirksgericht Suhl–Sitz Meiningen. Es war in dieser Zeit für das Territorium des Bezirkes Suhl zuständig. Von 1952 bis 1963 bestand am Bezirksgericht eine Justizverwaltungsstelle.
Nach der Bildung des Freistaates Thüringen im Oktober 1990 infolge der deutschen Wiedervereinigung fand eine Justizreform statt, welche die Wiederherstellung der alten Gerichtsstruktur zum Ziele hatte. Hierdurch wurden im Jahre 1993 durch das Thüringer Gerichtsstandortgesetz das Landgericht Meiningen und die Staatsanwaltschaft Meiningen neu errichtet, die seitdem für Südthüringen und Südwestthüringen zuständig sind. Im Jahr 2001 fand der Umzug in das neuerbaute „Justizzentrum Meiningen“ statt. Durch die Gebietsreform von 1994 wurde eine Veränderung der Behördenstruktur in Thüringen notwendig. Die Gerichtsstandorte wurden daraufhin zum 1. April 2006 neu festgelegt. Der ehemalige Kreis Ilmenau, heute Teil des Ilm-Kreises, wechselte in den Gerichtsbezirk des Landgerichtes Erfurt, während die Stadt Eisenach und der Altkreis Eisenach (heute Teil des Wartburgkreises) in den Gerichtsbezirk Meiningen kamen.

## Richter
- Gertrud Neuwirth (Präsidentin 1991–1993)
- Peter Granderath (Präsident 1997–1999) (stv. Präsident 1991–1997)
- Martin Aulinger (Präsident 2000–2020)
- Sonja Friebershäuser (Präsidentin seit 2022)